# Australopithecus garhi
Australopithecus garhi је врста из групе грацилних australopitecina стара око 2,5 милиона година, чије је фосиле открио тим истраживача 1996. године под вођством етиопског палеонтолога Берхана Асфауа и америчког палеонтолога Тима Вајта. Та врста сматра се људским претком, а могуће и директним претком људског рода Homo.

## Откриће
Тим Вајт био је научник који је 1996. пронашао првог од кључних фосила врсте А. Garhi у формацији Боури у Централном Авашу (Афарска депресија, Етиопија). Етиопски палеоантрополог Јоханес Хаиле Селасије ју је потврдио и засновао 20. новембра 1997. године. Епитет "Garhi" у називу врсте на локалном афарском језику значи „изненађење“.

## Морфологија
Особине фосила А. Garhi, као што је BOU-VP-12/130, донекле су друкчије од оних које се обично могу наћи код врста Australopithecus afarensis i Australopithecus africanus. Један пример разлика може се наћи при поређењу горње вилице из Хадара (A. afarensis) са примерком A. garhi.